# Пасош
Пасош је путна исправа коју издаје држава њеним држављанима да ради преласка државне границе, путовања и боравка у иностранству, као и повратак у матичну државу. Пасош доказује његовом носилац идентитет у иностранству и да је држављанства државе издавања пасоша. Пасош садржи следеће информације о носиоцу: име и презиме, пол, датум и место рођења, слику и потпис, као и друге информације (које зависе од државе до државе). Реч пасош долази од старе мађарске речи paszus , која је пак изведен од немачке речи Pass.
Носилац пасоша је дужан да нестанак документа без одлагања пријави надлежном органу за издавање путних исправа и виза, а у иностранству, најближем дипломатском или конзуларном представништву државе, које је у обавези да носиоцу пасоша пружи конзуларну помоћ и заштиту. Постоји више врста путних исправа: пасош, заједнички пасош, дипломатски пасош, службени пасош и путни лист. У Србији постоје пасош, дипломатски пасош, службени пасош и путни лист. Неке земље издају и посебан пасош за малолетна лица, који се карактерише као дечји пасош. Држављанима Републике Србије није потребан пасош за улазак у Босну и Херцеговину, Црну Гору и Македонију већ је довољна само важећа лична карта, док за путовање у земље Европске уније потребан је пасош. Носиоцима српског пасоша нису потребне визе за путовање у Руску Федерацију, Турску и у Европску унију. Такође, српски пасош је један од 7 држава којима не треба виза за путовање у државе Европске уније, Кину и Руску федерацију. 
Свака држава има прописе за издавање пасоша, као и њихов рок трајања. Већина држава издаје на 10 година, мада постоје изузеци. У Србији се особама млађим од 3 године живота издаје на 3 године, старијим од 3 године, а млађим од 14 на 5 година, док старијим од 14 година на 10 година. Неке државе (као што су Финска, Јужна Кореја и Тајван) издају пасош на краћи период уколико носилац пасоша није обавио обавезну војну обуку. Већина држава забрањује поседовање више пасоша исте врсте у исто време. Путни лист је врста пасоша која се издаје у случају да носиоцу буде пасош украден или изгубљен. Његов рок важења је 30 или 60 дана.
Многе земље издају (или планирају издавање) биометријске пасоше који садрже уграђени микрочип, што их чини машински читљивим и тешким за фалсификовање. Према подацима од јануара 2019, било је више од 150 јурисдикција које издају е-пасоше. Раније издати небиометријски пасоши за машинско читање обично остају важећи до датума истека. Власник пасоша обично има право да уђе у државу која је издала пасош, иако неки људи који имају право на пасош не морају бити пуноправни држављани са правом боравка (нпр. амерички држављани или британски држављани). Пасош сам по себи не ствара никаква права у земљи која се посећује нити на било који начин обавезује државу која га је издала, попут пружања конзуларне помоћи. Неки пасоши сведоче о доносиоцу који има статус дипломате или другог званичника, те му стога следују већа права и привилегије, попут имунитета од хапшења или кривичног гоњења.
Многе земље обично дозвољавају улазак носиоцима пасоша других земаља, мада је понекад потребно и добијање визе, што није аутоматско право. Могу бити примењени многи други додатни услови, као што је вероватноћа да особа неће постати терет за јавне ресурсе из финансијских или других разлога, да носилац није осуђиван за кривична дела. Ако држава не признаје другу државу или је у спору са њом, она може забранити употребу пасоша које је издала за путовање у ту другу државу, или може ограничити улазак носиоцима пасоша те друге земље, а понекад и другима који су на пример, посетили ту другу земљу. Неки појединци подлежу санкцијама којима им се ускраћује улазак у одређене земље.

## Историја
Једна од најранијих познатих референци на документ која је служио у улози сличној пасошу налази се у хебрејској Библији, која датира отприлике од 450. године пре нове ере. Ту се наводи да је Немија, поданик који је служио персијског краља Артаксеркса I, затражио дозволу да отпутује у Јудеју; краљ је одобрио допуштење и дао му писмо за „гувернере с оне стране реке“ тражећи сигуран пролаз за њега док је путовао кроз њихову земљу.
Арташастра (око 3. века пре нове ере) помиње пропуснице издате по стопи од једне маше по пролазу за улазак и излазак из земље. Поглавље 34 Друге књиге Арташастре бави се дужностима Мудрадјаксе (дословно: надзорника печата) који мора да изда оверене пропуснице пре него што особа може да уће или изаћи из села.
Пасоши су били важан део кинеске бирократије још у Западном Хану (202. п. н. е.-220. године), ако не и у династији Ћин. За њихове издавање захтевани су детаљи као што су старост, висина и телесне карактеристике. Ови пасоши (џуан) одређивали су могућност особе да се креће по царским окрузима и кроз контролне тачке. Чак су и деци били потребни пасоши, мада су деци од годину дана или мање која су била под надзором своје мајке вероватно била изузета.
У средњовековном Исламском калифату, облик пасоша био је бара'а, потврда за плаћене порезе. Само људи који су платили зекат (за муслимане) или џизију (за димине) могли су путовати у различите регије калифата; стога је бара'а признаница била „основни пасош”.
Етимолошки извори показују да је израз „пасош” кориштен за средњовековне документе који су били потребни да би се прошло кроз капије (или „порте”) градског зида или да би се прошло кроз територију. У средњовековној Европи такве документе страним путницима издавале су локалне власти (за разлику од локалних грађана, као што је то савремена пракса) и углавном су садржавале списак вароши и градова кроз које је имаоцу дозвољено да уђе или прође. У целини, документи нису били потребни за путовање до морске луке, које су се сматрале слободним зонама, али су били потребни документи за путовање у унутрашњост из морских лука.
Краљ Хенри V Ланкастера је заслужан за оно што неки сматрају првим пасошем у савременом смислу, као средство које помаже његовим поданицима да докажу ко су у страним земљама. Најраније спомињање ових докумената налази се у Парламентарном акту из 1414. године. Године 1540, давање путних исправа у Енглеској постало је улога Државног већа Енглеске, и отприлике у то време се почело са коришћењем израз „пасош”. Године 1794, издавање британских пасоша постао је посао департмана државног секретара. Царска скупштина у Аугзбургу из 1548. захтевала је од јавности да поседује царске документе за путовање, уз ризик сталног изгнанства.
Брзо ширење железничке инфраструктуре и богатства у Европи почев од средине деветнаестог века довело је до великог повећања обима међународних путовања и последичног јединственог ширења пасошког система током приближно тридесет година пре Првог светског рата. Брзина возова, као и број путника који су прелазили више граница, отежали су спровођење закона о пасошима. Општа реакција била је ублажавање пасошких захтева. Касније у деветнаестом веку, и све до Првог светског рата, пасоши нису били потребни за путовања унутар Европе, а прелазак границе био је релативно једноставан поступак. Сходно томе, релативно мали број људи имао је пасоше.
Године 1920. Лига народа је одржала конференцију о пасошима, Париску конференцију о пасошима и царинским формалностима. Смернице за пасоше и општи дизајн брошура исход су ове конференције, а затим су конференције 1926. и 1927. године.
Иако су Уједињене нације одржале конференцију 1963. године о путним исправама, из ње нису произашле смернице за пасош. До стандардизације пасоша дошло је 1980. године, под покровитељством Међународне организације цивилног ваздухопловства. ICAO стандарди укључују стандарде за машински читљиве пасоше. Такви пасоши имају секцију у којој су неки од података који су иначе написани у текстуалној форми написани као низови алфанумеричких знакова, штампани на начин погодан за оптичко препознавање знакова. Ово омогућава граничним контролорима и другом особљу ангажованом на активностима спровођења закона да брже обрађују пасоше, без потребе за ручним уносом података у рачунар. ICAO је објавио документ Доц 9303 Машински читљиве путне исправе, који је технички стандард за машински читљиве пасоше. Новији стандард се бави биометријским пасошима. Они садрже биометријске податке за потврду идентитета путника. Критичне информације пасоша су ускладиштене на малом RFID рачунарском чипу, слично информацијама похрањеним на паметним картицама. Попут дела паметних картица, дизајн књижице пасоша захтева уграђени бесконтактни чип који може да чува податке дигиталног потписа како би се обезбедио интегритет пасоша и биометријских података.

## Службени пасош
Службени пасош („Passeport de service”) се, према Закону о путним исправама Републике Србије издаје службеницима конзуларних или дипломатских представништава Републике Србије, који нису обухваћени чланом 10. овог закона који уређује пун обухват дипломатских имунитета и привилегија, пре свега државним службеницима, државним службеницима на положајима и руководећим радницима са посебним овлашћењима у другим државним органима, када путују у иностранство службеним послом који захтева поседовање службеног пасоша, у складу са прописом из члана 9.овог закона. Носиоци службеног пасоша, по правилу, поседују све имунитете и привилегије дефинисане Бечком конвенцијом о конзуларним односима из 1963. године. Ово укључује имунитет од грађанске и управне јурисдикције, и све пореске и друге финансијске, царинске и имиграционе олакшице у сврху независног и самосталног вршења својих обавеза ван јурисдикције државе примаоца, а у интересу државе пошиљаоца. За разлику од дипломатског имунитета који је апсолутан (у кривично-правном и прекршајном погледу), као и непрекидан и континуиран, односно важи и када лице није на дужности, службени имунитет важи само и искључиво у вези са вршењем посла (а не на пример на излету, одмору или за време празника или приватних путовања). Носилац службеног пасоша, поред тога, поседује мање привилегија или повластица у поређењу са лицем у поседу дипломатског пасоша.
Службени пасош издаје Министарство иностраних послова, сагласно одредбама или прописом Владе и у складу са међународним правом. Службени и дипломатски пасош важе само када је на њих утиснута службена односно дипломатска виза.
Службени пасош може се издати и члану уже породице службеног лица коме је издат такав пасош, који с њим живи у заједничком домаћинству и с њим путује у иностранство или борави у иностранству. Чланом уже породице у овом смислу сматра се брачни друг или дете, или лице које је законом изједначено са дететом.

## Галерија слика
- Пасош Италије
- Пасош Албаније
- Пасош Русије
- Пасош Холандије
- Пасош Сједињених Америчких Држава
- Пасош Јапана
- Пасош Пољске
- Пасош Марока
- Пасош Индије
- Пасош Народне Републике Кине
- Пасош Бразила
- Пасош Сингапура
- Пасош Црне Горе
- Пасош Швајцарске